# Jacqueline Rouvier
Jacqueline Rouvier (Notre-Dame-de-Bellecombe, 26 ottobre 1949) è un'ex sciatrice alpina francese.

## Biografia
Sciatrice polivalente, in Coppa del Mondo Jacqueline Rouvier ottenne il primo risultato di rilievo il 3 marzo 1967 piazzandosi 10ª sulle nevi di Sestriere in discesa libera, salì per la prima volta sul podio il 28 gennaio 1971 a Pra Loup con il 3º posto nella medesima specialità dietro alle austriache Wiltrud Drexel e Annemarie Moser-Pröll e l'11 dicembre 1972 vinse l'unica gara di carriera, ancora in discesa libera, sul tracciato di Val-d'Isère: in quella stagione 1972-1973 fu 3ª nella classifica della Coppa del Mondo di discesa libera.
Convocata l'anno dopo per i Mondiali di Sankt Moritz 1974, si aggiudicò la medaglia di bronzo nello slalom gigante e si classificò 12ª nella discesa libera; il 24 gennaio 1975 a Innsbruck ottenne l'ultimo podio in Coppa del Mondo, 3ª in discesa libera alle spalle di Marie-Theres Nadig e Annemarie Moser-Pröll. L'anno seguente ottenne gli ultimi risultati della sua attività agonistica: il 5º posto nello slalom gigante di Coppa del Mondo disputato a Kranjska Gora il 25 gennaio e il 6º nella discesa libera e il 10º nello slalom gigante ottenuti ai XII Giochi olimpici invernali di Innsbruck 1976, sua unica presenza olimpica.

## Palmarès

### Mondiali
- 1 medaglia:
  - 1 bronzo (slalom gigante a Sankt Moritz 1974)

### Coppa del Mondo
- Miglior piazzamento in classifica generale: 7ª nel 1971 e nel 1973
- 12 podi (10 in discesa libera, 2 in slalom gigante):
  - 1 vittoria (in discesa libera)
  - 6 secondi posti
  - 5 terzi posti

#### Coppa del Mondo - vittorie
| Data             | Località    | Paese   | Specialità |
| ---------------- | ----------- | ------- | ---------- |
| 11 dicembre 1972 | Val-d'Isère | Francia | DH         |

Legenda:

DH = discesa libera

### Campionati francesi
- 2 ori (discesa libera, slalom gigante nel 1971)[senza fonte]